# Provincia de Samut Prakan
Samut Prakan (en tailandés: จังหวัดสมุทรปราการ) es una de las setenta y seis provincias que conforman la organización territorial de  Tailandia.

## Geografía
Samut Prakan está situado en la desembocadura del río Chao Phraya, en el Golfo de Tailandia. Así, la provincia es también llamada, a veces, Pak Nam (ปากน้ำ), la palabra tailandesa para definir la frase "boca de río". La parte de la provincia ubicada en el lado occidental del río consiste sobre todo en campos de arroz y camarón, así como bosques de manglares, mientras que la parte este es el centro urbano - incluyendo fábricas industriales. Es parte de la metrópolis de Bangkok, la urbanización de ambos lados de la frontera provincial es idéntica. La provincia tiene un litoral de aproximadamente el 47,2 kilómetros.

## Divisiones Administrativas

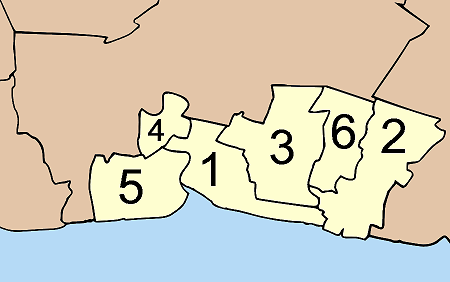
Distritos de la provincia.

Esta provincia tailandesa se encuentra subdividida en una cantidad de distritos (amphoe) que aparecen numerados a continuación:
- 1. Mueang Samut Prakan
- 2. Bang Bo
- 3. Bang Phli
- 4. Phra Pradaeng
- 5. Phra Samut Chedi
- 6. Bang Sao Thong

## Demografía
La provincia abarca una extensión de territorio que ocupa una superficie de unos 1.004,10 kilómetros cuadrados, y posee una población de 1.126.485 personas (según las cifras del censo realizado en el año 2000). Si se consideran los datos anteriores se puede deducir que la densidad poblacional de esta división administrativa es de 1.122 habitantes por kilómetro cuadrado aproximadamente.